# Білодід Іван Костянтинович

Могила Івана Білодіда

Іва́н Ко́стьович Білоді́д (16 [29] серпня 1906 — 21 вересня 1981) — радянський український мовознавець і педагог, партійний діяч, один з провідників русифікації в Україні . Міністр освіти УРСР (1957—1962), академік АН УРСР (з 1957), академік АН СРСР (з 1972), заслужений діяч науки УРСР (з 1.09.1966). Кандидат у члени ЦК КПУ в 1960—1966 роках. Батько мовознавця Олександра Білодіда.

## Життєпис

### Родина та ранні роки
Народився 29 серпня (16 серпня — за старим стилем) 1906 року в селі Успенське на Онуфріївщині в селянській родині. Батько — Кость Герасимович Білодід — мав декілька гектарів землі, потрапив під розкуркулення.
Мав двох братів — Михайла і Бориса — та сестру Марію.

### Освіта та рання кар'єра
Після закінчення місцевої школи — навчався у Дніпродзержинському педагогічному технікумі. Після випуску — викладав російську та українську мови в сільській школі.
У 1932 році — закінчив літературно-лінгвістичний факультет Харківського університету. До 1941 року працював викладачем мовознавчих дисциплін у вищих навчальних закладах Харкова, Львова та Києва.

### Друга світова війна
З червня 1941 року — мобілізований до армії. Спочатку — рядовий, згодом — бойовий офіцер. Після Південно-Західного, Західного, Першого і Другого українських фронтів улітку 1945 року — направлений до Монголії, а згодом — до Маньчжурії. У складі частин Забайкальського фронту брав участь у бойових діях на Далекому Сході.
У 1943 році вступив до ВКП(б).
У ніч проти 9 серпня 1945 року, коли розпочався черговий наступ, у командування виникла термінова потреба передати наказ в одну з частин. У розпал сезону мусонних дощів автівки застрявали в багнюці, тому довелося використати відремонтований трофейний літак — двомісний японський винищувач типу «Дракон». Разом із пілотом виконувати завдання доручили майору Білодіду, який мав передати наказ. Радянські пілоти-винищувачі, яких не встигли попередити про цей політ, збили «Дракон» як ворожий літак-розвідник. При падінні літак не вибухнув, а впав на залите дощами рисове поле. Білодід з пілотом вижили, 18 км йшли по пояс у воді до залізничного насипу, а потім ще 50 км — по шпалах. Неодноразово ховалися від ворожих загонів і зуміли доставити наказ за місцем призначення.
22 серпня 1945 року у місто Порт-Артур висадили радянський авіадесант у складі 200 бійців під командуванням майора Білодіда. Десантники захопили порт, роззброївши японських морських піхотинців, командир яких, підполковник Садова, урочисто передав Білодіду в'язку ключів від Порт-Артура.
Восени 1945 року японський віцеадмірал Кабаясі офіційно здав місто Білодіду, який був тоді заступником начальника оперативного відділу 19-го гвардійського механізованого корпусу 6-ї гвардійської танкової армії. Деякий час Білодід виконував обов'язки військового коменданта міста Порт-Артур.

### Подальша кар'єра
Після війни мешкав у Києві.
З 1946 року — співробітник Інституту мовознавства імені О. О. Потебні АН УРСР. Одночасно викладав у Київському університеті, з 1956 року — його професор.
Із 18 лютого 1957 року по 22 травня 1962 року — міністр освіти Української РСР.
У 1961—1981 роках — директор Інституту мовознавства імені О. О. Потебні АН УРСР.
У серпні 1963—1978 роках — віцепрезидент АН УРСР.
У 1963 р. внаслідок конфлікту з Білодідом один з лідерів українського шістдесятництва Іван Світличний був змушений залишити посаду головного редактора журналу «Радянське літературознавство».
У 1964—1981 роках — голова Українського комітету славістів.
Помер 21 вересня 1981 року. Похований в Києві на Байковому кладовищі (ділянка № 50). Автори надгробного пам'ятника — скульптори Микола Харченко і Василь Мікропуло; архітектор — В. Олійник.

## Наукова діяльність
Автор понад 400 наукових праць. У 1947 році захистив кандидатську, а у 1952 році — докторську дисертації. Основну увагу зосереджував на проблемах історії української мови і лінгвостилістики, загальних мовознавчих питаннях, методології та історії мовознавства. Головні наукові праці вийшли в післявоєнні роки.
Історії української літературної мови присвячені праці:
- «Питання розвитку мови української радянської художньої прози» (1955);
- «Українська літературна мова другої половини XVI, XVII і XVIII ст.» (1957);
- «Т. Г. Шевченко в історії української літературної мови» (1964).

Ряд праць Білодід присвятив дослідженню спадщини Києво-Могилянської академії («Києво-Могилянська академія і розвиток східнослов'янських літературних мов XVII—XVIII ст.» (1973), «Києво-Могилянська академія в історії східнослов'янських літературних мов» (1979)).
Білодід — співавтор і головний редактор «Курсу історії української літературної мови» (т. 1-2, 1958—1961), «Сучасної української літературної мови» (т. 1-5, 1969—1973), відповідальний редактор «Словника української мови» (т. 1-11, 1970—1980, Державна премія СРСР, 1983).
Усвідомлюючи, що поглиблене вивчення історії української літературної мови має спиратися на нові дані лінгвостилістики, Білодід створив низку наукових праць, де проаналізував мову творів класиків української літератури Тараса Шевченка, Михайла Коцюбинського, Лесі Українки, Івана Франка, Павла Тичини, Олеся Гончара, Олександра Довженка, Михайла Стельмаха, Андрія Малишка, Юрія Яновського та ін.
Кілька статей Білодіда присвячено вивченню спадщини українського філолога Павла Житецького. Низка праць вченого присвячена педагогічним проблемам.
Деякі праці Івана Білодіда стали важливою віхою в наближенні української літературної мови до російської та в формуванні т. зв. «радянської людини» з єдиною мовою — російською. Насамперед: «Ленинская теория национально-языкового строительства в социалистическом обществе» (1972) і «Язык и идеологическая борьба» (1974). Значною мірою саме на них спиралися всі подальші радянські ідеологічні напрацювання в цій галузі.
Велике значення Іван Білодід надавав підготовці молодих наукових кадрів.

## Провідникрусифікації
Іван Білодід, бувши міністром освіти УРСР, став упроваджувачем закону про народну освіту 1959 року, де було зафіксоване положення про факультативність вивчення української мови в школах УРСР.
Іван Білодід у своїх працях розкривав тему так званої «гармонійної» національно-російської двомовності, що стала однією з головних наукових тем мовознавчих інституцій та закладів Академій наук республік СРСР. З участю І.Білодіда посилено розробіток наукової програми «Роль російської мови як засобу міжнаціонального спілкування», в Києві виходять його праці: «Ленинская теория национально-языкового строительства» (К., 1972), «Мова і ідеологічна боротьба» (К.: Наукова думка, 1974, 84 с.), «Всяк сущий в ней язык…» (К., 1981), «Русский язык — язык межнационального общения народов СССР» (К., 1976), «Русский язык — источник обогащения языков народов СССР» (К., 1978), «Функционирование русского языка в близкородственном окружении» (К., 1981), «Культура русской речи в национальных республиках» (К., 1984) тощо.
Білодід критикував вживання літери Ґ та спроби відкинути дієприкметники активного стану на -чий, виступав проти «архаїзації, вульгаризації, примітивізації» української мови, а також проявів національного у ній. З цього погляду критикував потяг сучасних українських перекладачів (зокрема, журналу «Дніпро») до питомої української лексики, такої як «бганка», «горішній», «дзиґарі», «запосідати», «недоріка», «пойнятий», «пообіддя», «цебро», «чапіти», «чудуватися», «здобуватися на слово», «йти у тропі».
Білодід доводив, що російська мова може й повинна мати домінантне становище в СРСР. Вважав, що «двомовність на Україні — це той вид білінгвізму, при якому обидві мови, що знаходяться на високому рівні розвитку всіх своїх функціональних стилів, з однаковою широтою і рівною мірою використовуються народом».
У відповідному розділі курсу «Сучасна українська літературна мова (Лексика і фразеологія)» за редакцією І. Білодіда (К., 1973) наголошувалося, що «найголовнішим джерелом збагачення словникового складу української літературної мови в соціалістичну епоху, як і всіх інших мов нашої країни, стала мова великого російського народу — одна з найрозвиненіших і найбагатших мов світу», що «процес лексичного збагачення української літературної мови за допомогою російської відбувається і шляхом прямого засвоєння російських слів і словосполучень, чому сприяє близька спорідненість обох мов, і способом калькування», що «спосіб калькування, як своєрідний вид запозичень, практично не має меж у процесі збагачення словника української літературної мови».
Класики української літератури критично ставилися до поглядів І. Білодіда. Це відбилося, зокрема, в епіграмі Володимира Сосюри «Іванові Білодіду» та ремінісценції Андрія Малишка «Говорила баба діду…».

## Родина
Батько мовознавця Олександра Білодіда та філолога Юлії Білодід. Онук (син доньки Юлії): Юрій Козачук (1977) — правознавець за освітою, кандидат юридичних наук.

## Нагороди, пам'ять

Колишня меморіальна дошка у Києві

Нагороджений двома орденами Леніна, орденами Вітчизняної війни 1-ї та 2-го ступеня, Червоного Прапора, Трудового Червоного Прапора, Червоної Зірки, Дружби народів, «Знак Пошани», а також медалями.
В 1971 році став лауреат Державної премієї УРСР ім. Т. Г. Шевченка за створення «Русско-украинского словаря», лауреат Державної премії СРСР (1983, посмертно).
На вулиці Михайла Грушевського, 4 у Києві, де Білодід працював з 1960 по 1981 рік, було встановлено меморіальну дошку. Дошку було демонтовано у жовтні 2023 в рамках кампанії деколонізації, спричиненої російським військовим вторгненням в Україну.
9 листопада 2013 року в Успенському, рідному селі Білодіда, на фасаді місцевої школи, за ініціативи її директорки Арміне Малумян, було встановлено пам'ятну дошку Білодідові. В урочистостях взяла участь донька Білодіда Юлія, яка приїхала з Києва із сином Юрієм. З нагоди відкриття відбувся концерт. Надпис на дошці був виконаний з орфографічними помилками. Через це мовознавець Лариса Масенко заявила що: «Ця помилка вийшла знаковою. Адже Білодід обстоював гармонійну українсько-російську двомовність. За радянських часів він був основним ідеологом тієї теорії, що українська і російська мови чудово впливають одна на одну. І ось ця помилка, коли з'явилася суміш української і російської мов у його імені та по батькові, стала ніби підтвердженням його теорії. Тобто ситуація досить комічна». Кандидат педагогічних наук Олександр Ратушняк прокоментував це таким чином: «Думаю, Білодід би не плакав, а радів би з цього приводу. Саме він був активним борцем за зближення української мови з російською і вилучав зі словників питомо українські слова. За що Юрій Шевельов й інші представники діаспори називали його Русодєд!».